# Le Plus Beau Jour de ma vie (film, 2005)
Pour les articles homonymes, voir le Plus Beau Jour de ma vie.
Pour plus de détails, voir Fiche technique et Distribution.
Le Plus Beau Jour de ma vie est un film français de Julie Lipinski sorti en 2005.

## Synopsis
Elle est trentenaire, parisienne, pharmacienne, et a un problème : ses proches amis se marient. Malgré les aspects ridicules du mariage dont elle s'est toujours moquée, c'est un fait : Lola aimerait aujourd'hui qu'Arthur lui demande sa main, au grand dam de ce dernier, qui s'était toujours cru à l'abri de ce genre de péripétie. Mais pour Lola, il n'y a plus d'alternative : c'est le mariage ou la rupture ! Arthur refuse de céder, le couple se sépare… avant de se retrouver. Blessé par cette séparation, Arthur se laisse alors convaincre, mais à la condition que leur mariage soit bien différent des autres. Voilà donc Lola la bêcheuse et Arthur l'inadapté, sans vrai soutien parental, sans vrai soutien financier, à la recherche d'un mariage somptueux et original.

## Fiche technique
- Réalisation : Julie Lipinski
- Scénario : Julie Lipinski, Laurent Tirard
- Costumes : Natacha Gauthier
- Musique : Thibault Chenaille, Antoine Vidal
- Genre : comédie romantique
- Date de sortie : 5 janvier 2005 (Paris)

## Distribution
- Hélène de Fougerolles : Lola
- Jonathan Zaccaï : Arthur
- François Berléand : Valentin
- Michel Duchaussoy : Jacques
- Marisa Berenson : Barbara
- Stéphane Metzger : Théo
- Eva Darlan : Sylvaine
- Élise Larnicol : Claire
- Annelise Hesme : Andrea
- Alexandre Brasseur : Paul